# Betta Lemme

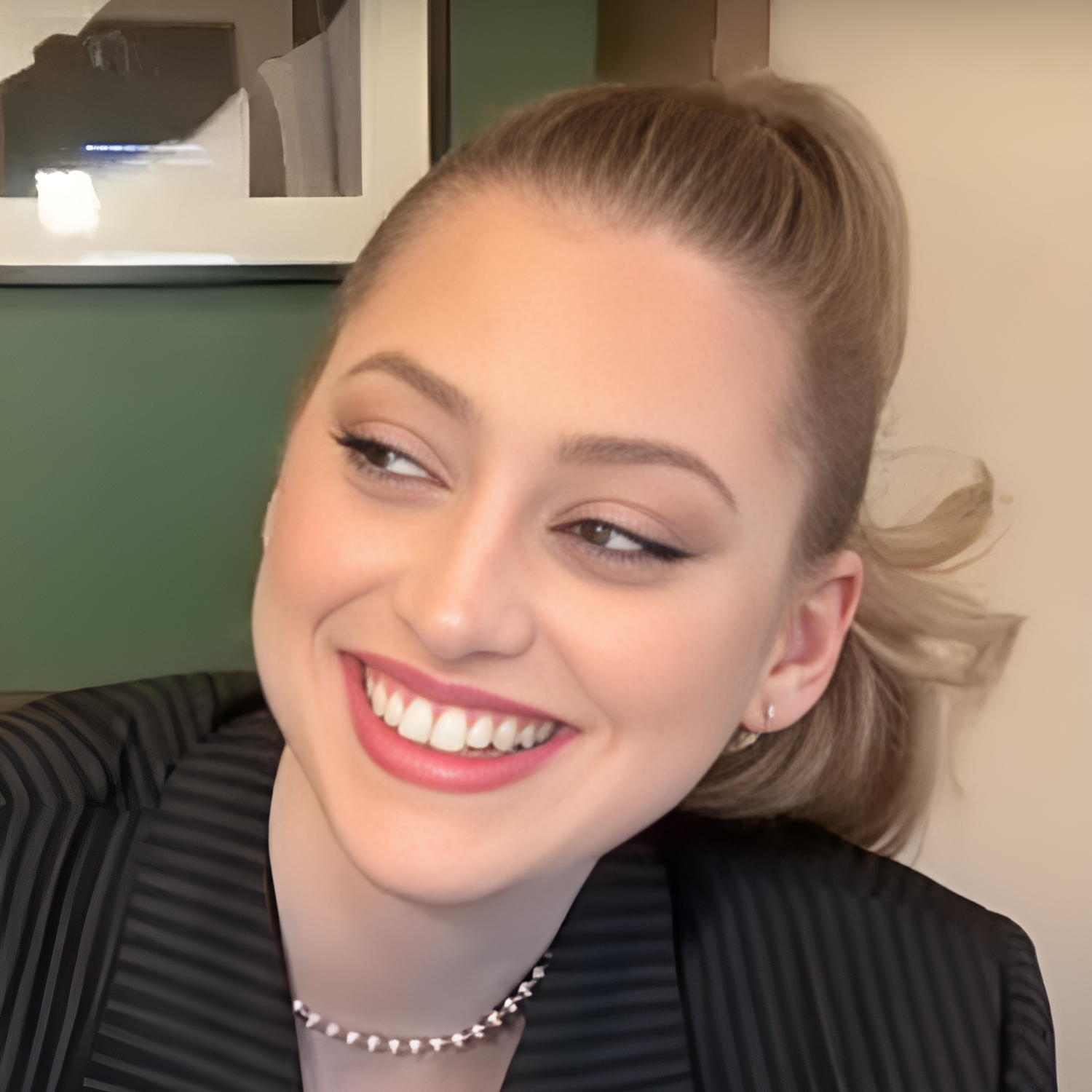
Betta Lemme im 2024

Betta Lemme (geboren 1993 in Montreal) ist eine kanadische Sängerin, Komponistin und Produzentin.

## Leben
Lemme hat italienische Wurzeln. Mit zwei Jahren begann sie, das Klavierspielen zu lernen. Nachdem ihre frühen musikalischen Versuche ohne Erfolg geblieben waren, verhalf ihr eine Modelkarriere zu Reisen und Aufträgen in der ganzen Welt.
Im Jahre 2017 traf die inzwischen in New York ansässige Lemme auf Tucker Halpern vom Duo Sofi Tukker und die Band The Knocks. Nach einer gemeinsamen Jam-Session ergab sich ihr erstmals die Möglichkeit, elektronische Musik mit Jazz und Klassik zu kombinieren. Diese Ansätze fanden sich schon in ihrer Debütsingle Bambola (italienisch für „Puppe“) wieder. In Italien erreichte das Lied Platz 31 in den Charts. Im selben Jahr war Lemme bereits auf Sofi Tukkers Single Awoo zu hören.
Lemme wuchs dreisprachig auf und lässt ihre drei Muttersprachen Englisch, Französisch und Italienisch in ihre Musik einfließen. Ihr Bestreben ist es, Klassik und Jazz mit dem populären Sound à la Stromae zu verbinden.

## Diskografie
Singles
- 2017: Bambola
- 2018: Give It
- 2019: Kick the Door
- 2019: Play
- 2020: I'm Bored

Gastbeiträge
- 2016: Awoo (Sofi Tukker feat. Betta Lemme)